# Maryna Ochab
Maryna Ochab, właśc. Maria Danuta Ochab (ur. 12 maja 1946 w Warszawie) – polska tłumaczka, głównie z francuskiego.

## Życiorys
Jest córką Edwarda Ochaba. Ukończyła VII Liceum Ogólnokształcące im. Juliusza Słowackiego w Warszawie (1963) oraz studia z zakresu filologii romańskiej na Uniwersytecie Warszawskim (1968).
Jako tłumaczka debiutowała w 1974, przetłumaczyła kilkadziesiąt książek z francuskiego i angielskiego, zarówno prace humanistyczne, jak i literaturę piękną. Była także tłumaczem Zdążyć przed Panem Bogiem Hanny Krall i Getto walczy Marka Edelmana (1983) na język francuski (z Pierre'em Li).
W 1999 otrzymała Nagrodę Polskiego PEN Clubu za przekłady na język polski, w 2005 Nagrodę Literatury na Świecie (za powieść Zazi w metrze Raymonda Queneau), w 2006 Nagrodę Zeszytów Literackich im. Pawła Hertza, w 2015 Nagrodę za Twórczość Translatorską im. T. Boya-Żeleńskiego.
W 2017 została odznaczona krzyżem oficerskim francuskiego Orderu Sztuki i Literatury, w wyniku uznania dla jej zaangażowania na rzecz przybliżenia literatury francuskiej polskim czytelnikom.

## Tłumaczenia
- Constantin I. Gulian Hegel, czyli filozofia kryzysu (1974) – ze Stanisławem Cichowiczem
- Georges Simenon Wariatka Maigreta (1976)
- Fernand Braudel Morze Śródziemne i świat śródziemnomorski w epoce Filipa II (1976) – z Tadeuszem Mrówczyńskim
- Marcel Pagnol Mój dzielny tata (1978)
- Marcel Aymé Przechodzimur (1979)
- René Nelli Życie codzienne katarów w Langwedocji w XIII w. (1979)
- Cornelius Castoriadis W obliczu wojny (1986)
- Paul Ricœur Symbolika zła (1986)
- Fernand Braudel Kultura materialna, gospodarka i kapitalizm XV–XVIII wiek (1992) – z Piotrem Graffem
- Alain Finkielkraut Porażka myślenia (1992)
- Philippe Ariès Historia dzieciństwa. Dziecko i rodzina w dawnych czasach (1995)
- Jean Delumeau Wyznanie i przebaczenie. Historia spowiedzi (1997)
- Zwy Milshtein Koci chichot (1997)
- Jean Starobinski 1789. Emblematy rozumu (1997)
- Leonora Carrington Trąbka do słuchania (1998)
- Georges Bataille Erotyzm (1999)
- Michel Leiris Lustro tauromachii (1999)
- Marta Petrusewicz Irlandzki sen. Życie Konstancji Markiewiczowej − komendantki IRA (1868−1927) (2000)
- Jean-Baptiste Botul Życie seksualne Immanuela Kanta (2002)
- Pierre Hassner Koniec pewników. Eseje o wojnie, pokoju i przemocy (2002)
- Jorge Semprún Odpowiedni trup (2002)
- Maguelonne Toussaint-Samat Historia naturalna i moralna jedzenia (2002) – z Anną Bożeną Matusiak
- François Augiéras Podróż na górę Athos (2003) – z Julią Juryś
- André Glucksmann Dostojewski na Manhattanie (2003)
- Zwy Milshstein Śpiew psa (2003)
- Guido Ceronetti Milczenie ciała. Materiały do studiów medycznych (2004)
- Michel Pastoureau Diabelska materia. Historia pasków i tkanin w paski (2004)
- Roger Caillois W sercu fantastyki (2005)
- Jean-Claude Izzo Total Cheops (2005)
- V.S. Naipaul Podróż karaibska do pięciu społeczeństw kolonialnych (2005)
- Raymond Queneau Zazi w metrze (2005)
- Jackie Wullschlager Andersen. Życie baśniopisarza (2005)
- Robert van Gulik Sędzia Di i złote morderstwo (2006)
- Jean-Claude Izzo Szurmo (2006)
- Jean Starobinski Wynalezienie wolności 1700–1789 (2006)
- Jean Clair De Immundo. Apofatyczność i apokatastaza w dzisiejszej sztuce (2007)
- Jacques Le Goff, Jean-Louis Schlegel O średniowieczu (2007)
- Jean-Claude Izzo Solea (2007)
- Ella Maillart Od Gór Niebiańskich do Czerwonych Piasków (2007)
- Raymond Roussel Słoneczny pył (2007) – w nr 9/10 Literatury na Świecie
- Jacques Duquesne O Bogu (2008)
- Emmanuelle Huisman-Perrin O śmierci (2008)
- Stéphane Leroy, Patricia Lucas O rozwodzie (2008)
- Joël Pommerat Jedną ręką (2009) − z Bogusławą Schubert − w nr 3 Dialogu
- Jérôme Clément O kulturze (2010)
- Claude Lanzmann Zając z Patagonii (2010)
- Jean Starobinski Czarodziejki (2010) – z Tomaszem Swobodą
- Michel Pastoureau Niebieski. Historia koloru (2013)
- V.S. Naipaul Indie. Miliony zbuntowanych (2013) – z Agnieszką Nowakowską
- Nilüfer Göle Muzułmanie w Europie (2016)